# ريتشارد بيسلي
ريتشارد بيسلي هو قاضي كندي، ولد في 21 يوليو 1761، وتوفي في 16 فبراير 1842.